# مقاطعة أباتشي (أريزونا)
مقاطعة أباتشي (بالإنجليزية: Apache County)‏ هي إحدى مقاطعات ولاية أريزونا في الولايات المتحدة الأمريكية.